# 2017年バルセロナテロ攻撃事件
2017年バルセロナテロ攻撃事件（2017ねんバルセロナテロこうげきじけん）は、2017年8月17日にスペインカタルーニャ州バルセロナと、その後、同州カンブリスで発生した2件の、ISILの影響を受けたモロッコ系在住者によるイスラムテロ車両突入襲撃である。広い意味では、同州での16日から21日までに起こった一連の事件を指す。

## 概要
この事件の中心は、2017年8月17日16時50分（CEST)ごろ、バルセロナ市の観光スポットとして知られるランブラス通りにて、突然車両が突入し、遊歩道を歩いていた観光客らを次々となぎ倒しながら500メートルを暴走した出来事である。この暴走により、州民や観光客ら14人が死亡し、133人が負傷した。この前後に、犯人グループが基地として使っていた住宅が、誤爆発により崩壊（16日）、実行犯の逃走と殺人（17から18日）、同州南方のカンブリスでの海岸歩道での車両突入事件（18日深夜）と犯人らの射殺、実行犯の包囲と射殺（21日）、事件の解明へと展開した。一連の出来事で、人的被害は、死者16人、負傷者は155人ほど、犯人グループでは、死者8人、負傷者1人となった。この後に、ISILが犯行声明を出している。

## 背景

### 欧州におけるイスラムテロ
2001年９月11日のアメリカ同時多発テロ事件は、2003年イラク戦争の原因となった。その後、欧州では、その協力国への報復とみられる2004年マドリード列車爆破テロ事件、2005年7月7日ロンドン同時爆破事件が発生した。2007年頃から、情報機関からの警告として、スペインの第二の都市であるバルセロナも、移民が累積する中、地中海沿岸の組織から狙われる場所として指摘されていた。
2011年にシリア内戦が始まると、2014年にISILが勃興し、欧州諸国への新たなテロが実行された。2016年ニーストラックテロ事件、ブリュセル連続テロ事件、2017年ロンドンテロ事件（ウェストミンスター橋近辺）、2017年6月ロンドンテロ事件と発生した。犯行には、あまり準備を必要としないナイフによる殺傷、簡易な爆発物、車両による突入攻撃を用いる傾向があった。

### カタルーニャ州における背景
カタルーニャ州では、2012年から2016年までの期間、イスラム過激派関連で、31件の摘発が行われ、62人が逮捕されていた。これは、スペイン国内の186人の逮捕者の約3分の1にあたる。その中で、バルセロナとその周辺では、22件の摘発で50人逮捕となっていた。ISIL設立の以前でも、同州には、イスラム過激派が定着しているところでもあった。
国内には、1260ヵ所のイスラム礼拝施設があるが、その中のサラフィー主義系は100ヵ所ほどあり、その80はカタルーニャ州にある。さらに、個人の家や倉庫等で行われる集会などは、警察の観察が難しい場である。
カタルーニャ州では、2012年よりスペインからの分離独立の気運が高まり、州政府は、2017年秋に州民への諮問投票を実施しようと努力を傾注していた。2014年時、フェルナンデス内務大臣は、「カタルーニャが独立すれば、聖戦主義者や組織犯罪の温床となる」と警告していた。
米国情報局CIAは、カタルーニャ州が、テロの優先標的になっているという見解に基づき、2015年には、在バルセロナ米国領事館と共同で、同州バルセロナ市とタラゴナ市を対象として、要員の演習を行った。また、ISILも、2016年夏、サグラダ・ファミリア教会を標的にする宣伝ビデオを作成し、脅しを行った。

## 事件の展開

### アルカナーの住宅の誤爆発事件（8月16日）
17日の暴走事件の前日16日の水曜日の23時17分、同州南部のタラゴナ県アルカナー（バルセロナ市からは、海岸沿いに南西に107キロメートル）の郊外にある、一軒家の住宅で爆発事故が起こった。爆発の威力が強かったために、住宅はほとんど崩壊し、近隣の住宅にも被害を与えた。これは、当初、家庭用ガスボンベのガス充満による爆発、あるいは、麻薬関係の精製場所とみなされ、1人死亡、1人重傷、近隣の住民７人が負傷と報道された。この数か月住んでいたらしい住人の2人はモロッコ人で、負傷者1人は病院に運ばれたが証言を拒否していた。この辺りは海岸にある避暑地で、彼らは空き家であった、この住宅を不法占拠していた。
また、翌日午後16時50分、始末作業が行われ重機が作動している時、再び爆発が起こった。この時に、作業員1人、州警察6人、消防隊員2人が負傷した。この爆発で所持品などが表面に噴出してきた。さらに、ここでの死者は１人と考えられていたが、分断された身体の発見で、もう１人の死者がいるようであった。17日の23時、州警察長官は、アルカナーの爆発事件は、突入攻撃事件と関係がある、と発表した。
17日の車両突入攻撃の後の18日、この住宅から102個ほどのガスボンベが発見された。さらに、後の捜査では、化学物質（アセトン500リットル、過酸化水素水、ソーダなど）、準備された自爆用ベルト、殺傷力を高めるための金釘等が発見された。また、住宅の近くには、プジョー車と別の1台が止められていた。
その後、この死者は、同州のジローナ県リポイ（Ripoll）のイスラム指導者で組織の中心であった、アブデル・エス・サティ（Abdelbaki Es Satty）とユスフ・アージャ（ Youseff Aalla）、負傷者は、モハメド・ホウリ（ Mohamed Houli ）であると断定されていった。最終的に捜査作業が終了したのは、9月3日であった。

### 車両突入攻撃
アルカナーの住宅の外に止めてあった車は、実行犯ヨーネス・アボウヤーコブ（ Younes Abouyaaqoub）の長兄の車で、彼がバンを借りに行くために置いていったものであった。17日の時点で事情の判っていなかった州警察では、犯行グループとは関係のない長兄に電話をし、「爆発現場に止めてあった車」の件を知らせた。この経過で、弟ヨーネスは、15時頃までに、この誤爆発の件を知ることになったようである。犯行グループは、その知らせで、統率の取れない方向に行動し始めていた。その頃、彼は、バンを運転していてバルセロナ市から1時間の距離にいたが、進路を変えて市内に入り、カタルーニャ広場に到着した。
彼は、16時50分頃、バンをランブラス通り向けて車両を突入させ、遊歩道を歩いていた人々を次々となぎ倒しつつジグザクに進みながら500メートルを暴走した。しかし、衝突のショックでエアーバッグが作動したか、障害物のため、途中で車を動かせなくなった。それで、彼は、車を降り、混乱の中、人込みに紛れて徒歩で逃走を始めた。
州警察は、直ちに「テロによる犯行」と断定し、交通規制や実行犯の包囲作戦を開始した。車の中からは、モロッコ系の人物のスペインのパスポートが発見された。それで、捜査側では、実行犯は、モッサ・オーキバル（17歳）であって、後述のようにカンブリルスで射殺されたもの、とも考えていた。しかし、18日夜には、実行犯は、ヨーネス・アボウヤーコブと断定された。このバンは、バルセロナ県のサンタ・ペルペトゥア・デ・モグダ（Santa Perpetua de Moguda、バルセロナ市からは、東に18キロメートル）のレンタカー会社、Telefurgoから借りられた、フィアット社製ものであることが判った。

#### 2台目のバン
16日、アルカナーからは200キロメートル離れたレンタカー会社に、グループの年長者の3人、ヨーネス、モハメド・ヒチャミ、ダリス・オーカビルが出かけた。会社の情報では、2台のバンが同時に借りられたということで、捜査側では、もう1台を探していた。これは、突入事件後1時間半後に、内陸部のビック市（バルセロナ県、バルセロナからは69キロメートル北）にて発見された。これは、ファーストフード店の駐車場にあり、ある市民が警察に通報したことで発見された。

### 実行犯の逃走
車を運転していた男は、犯行後、車を降りてサングラスをかけ、ランブラス通りの周辺の脇道、ボケリア市場の中を通りぬけ、現場から逃れる人々に紛れて、西方向に逃走した。後に、この様子は監視カメラで捉えられていたことが判った。男は長身の若者であった。

#### 車の強奪と殺人
ラバル区に入ると、やや早歩きで大学地区に入った。突入現場からは、6キロメートルほどある地点に来て、18時半前後に、たまたま路上にて、駐車をしようとしていたか、あるいは車で居合わせた男性を、ナイフで刺して後部座席に入れ、車を奪って逃走を継続した。この男性は、胸部を深く刺されており、出血多量で死亡し、後日、14人目の死者と断定された。捜査側では、この辺の足取りや経緯を解明するのに、3日を要した。

#### 関門の突破
突入攻撃の後、州警察は、市内全般に囲い込み警戒網を敷いていた。攻撃から2時間後の19時30分頃、バルセロナ市内を東西に走るディアゴナル通りの西の終わり地点に敷かれていた、州警察の警戒関門に、フォード社製フォーカス車が近づいた。警官らは静止させようとしたが、車は、そこに向かって突入してきた。これにより、警官2人が負傷した。警官らは、車に向けて発砲したが、この車は走行を続けた。後に、この車は、3キロメートルの先のサンジュスト・デスヴェルン地区（バルセロナ県、バルセロナ市から西の約10キロメートル）にある、ワルデンビルの近辺に乗り捨てられた。
この車は、しばらくして発見されたが、爆発物処理班が検査をして安全性を確認するまで、2時間が経過した。事件後の混乱で、捜査側には、「車内の死者は、テロ犯人なのか」、「車に爆発物が仕掛けてられていないか」、「死者は、警察の発砲で死んだのか」等の懐疑があった。これ以降、主犯の行方は、21日（月）になるまで手がかりがなかった。

### カンブリスでの車両突入攻撃
17日午後には、国道７号線のカンブリスに近い地点で、2台の車による事故があり、相手側の市民が、事故処置のために警察に電話しようとしたところ、運転していた者は、徒歩で逃走した。後に判ったことには、これは、犯人グループが、別に借りていたルノー社の商用ミニバン、カングー車であった。この事故があったため、彼らは、仲間の兄のアウディ車を使用することになった。
17から18日の深夜の01時15分に、同州カンブリスの海岸遊歩道に入るロータリーにて、州警察によって置かれていた関門に猛スピードで、市街側から向かってきた車（アウディ車）があり、置かれていたパトカーに突入した。それで、警察官１人と近辺にいた一般人の5人が、負傷した。
車は、衝撃により近くで止まったので、乗っていた5人が出てきた。4人が車を降りたところで、州警察は長銃を使い、1人で4人を射殺した。その時に徒歩で逃げた1人は、100メートル東に進んで通りかかりの人に切りつけ、1人が顔に負傷した。その犯人1人は、別の平服警官によって射殺された。数時間後に、顔を切られた女性１人が死亡した。ここでは、1人死亡、8人負傷、犯人5人死亡となった。犯人らは、この４時間前に、安売り店で、ナイフ4本、斧1本を購入した映像が残っている。
射殺された者達は、胸に自爆ベルトのようなものを付けていたが、これは偽物であった。彼らは、17歳から24歳のモロッコ系の若者で、車の中からは、斧とナイフが1本ずつ発見された。州警察では、彼らは警官を意図的に狙っており、市民も巻き添えにして最大の被害を与えて自死する意図で行動していたと推察した。

### 実行犯の足取りと射殺
捜査側では、実行犯をヨーネス・アボウヤーコブと断定し、18日には、防犯カメラからの犯人の映像を、国内や欧州のメディアに公開した。彼のその後の足取りは、バルセロナ市からは西の地域で徒歩で移動したとみられ、次のようであった。
- 8月20日22時30分、セルベジョ（車を乗り捨てたサンジュスト・デスヴェルンから13キロメートル）のガソリンスタンドのゴミコンテナの蓋を開けて、食べ物を物色している様子が防犯カメラに捉えられていた。

- 20キロメートル離れた別の地点のガソリンスタンドでも防犯カメラに写っていた。
- 21日の10時40分頃、オレルドラの工業地帯にて、女性の車を盗もうとしたが、女性は逃げた。
- サン・パウ・デオルドルの農家の屋敷に入って、物色をしていたことが判った。

その後、21日（月曜）になって、スビラッツ（バルセロナ県、Subirats、バルセロナ市からは西に44キロメートルにある）の近隣の居住者から、警察に「犯人がいた」との通報がもたらされた。これに基づき、州警察は、パトカーや人員を派遣した。午後5時頃、実行犯は、ガソリンスタンドの近くのブドウ畑の中にいたところを警察に囲まれ、驚いた様子であった。彼は、腰部に自爆装置様なものを付けており、シャツをめくりあげる動作をし「アラーは偉大なり」と叫んで走り寄ったことで、自爆が予想された。その行動により、規定に従った州警察官による発砲があり射殺された。自爆装置は偽のものであり、彼は、ナイフ数本と手に付ける武器を持っていた。後に、突入襲撃のバンで採取された指紋と彼のものが一致した。

## 事件の全容

### 誤爆発による計画の変更
彼らは、アセトン等の化学物質を8月1、2日に入手していた。また、16日に3人の男が、バンを7日間の予定で借りた。18日の午後の時点では、アルカナーの誤爆発で2人死亡、1人負傷、5人が射殺され、1人が逃亡、関連者4人が逮捕された、という状況であった。
さらに、アルカナーの爆発現場で、大量のガスボンベが発見されると、捜査側では、犯人グループが、その家で爆発物を準備し、２から３台のバンを使って車両爆発物を、数日中に市内に仕掛ける準備をしていたのではないか、という見解に達した。しかし、誤爆発が起こったことで、急に計画を変えざるを得ず、車両による突入攻撃となった、と推察された。

### 攻撃目標

#### バルセロナとパリでの同時爆発計画
事件後の数か月間の捜査で、アルカナーの爆発現場ので発見されたビデオカメラの分析がなされると、グループの2人、ヨーネス・アボウヤーコブとオマル・ヒチャミは、17日の前に、アウディ車（カンブリルスで使用された車）で、11、12日にパリに旅行していたのが判明した。カメラもパリで購入したものであった。この旅行で過激派グループの間で接触があった可能性もあったが、フランス当局の防犯カメラの細かい分析では、彼らが誰かと会ったという痕跡はなかった。映像は、人並みの多い場所が多数撮影されており、どこに車爆発物を置いたら効果があるかを検証していた、と判明した。
誤爆発で負傷したモハメド・チェメラルは、さほど中心的な立場ではなかったようで、明確な計画は知らされていなかったと考えられているが、彼らが、バルセロナ市では、「車両を有名な場所、例えばサグラダ・ファミリア教会に置く計画していた」という証言が得られていた。その結果、借りられた3台のバンのうち、2台はバルセロナ市のサグラダ・ファミリア教会で、1台はパリでエッフェル塔にて仕掛ける立案があったとみられる。この計画では、爆発物を仕掛けるもので、自爆攻撃は考えられていなかった。また、彼によると、250キログラム近くの爆発物を製造し、パイプに詰めて枕カバーに分け入れて使用し、群衆に投げつける爆発物として使うつもりであったという。
スペインの複数のメディアによると、バルセロナの象徴ともいえるアントニ・ガウディによる世界遺産サグラダ・ファミリア教会（世界遺産としてはアントニ・ガウディの作品群として一括登録されたものの一つ）を爆破する計画もあったとし、今回のテロは大量殺人以外にも文化浄化（ヴァンダリズム）も画策していた可能性が示唆されている。

#### 他の標的
また、彼らの携帯電話のグーグルマップでは、サクラダ・ファミリア教会とFCバルセロナ（フットボール・クラブ）のベースであるカンプ・ノウ・サッカー場がマークされていた。8月20日には、そこで、リーグの第1戦が行われる予定であった。彼らのネット使用の痕跡によると、40数回検索されていた。ほかに、バルセロナ市内のディスコ、コンサート・ホール等も標的になっていた。

## 死傷者
ランブラス通りでの当日の死者は13人で、その10日後には、重傷であったドイツ人の女性が死亡したので、ランブラスの死者は14人となった。また、負傷者は、34か国の国籍の133人（当日で、16人は重篤、46人は軽傷）とされている。ランブラスの件では、病院に行くほどでもない怪我や打撲等、300人ほどが何らかの形で巻き込まれたと考えられる。さらに、主要実行犯の逃走時には死者1人、2人負傷。カンブリルスでは、1人死亡、6人負傷。アルカナルーの件では、2回の爆発で負傷者16人。犯人側では、総じて死者8人、負傷者1人である。死者の国籍は、スペイン6、イタリア3、ポルトガル2、他、ベルギー、カナダ、米、独、英豪が1人ずつとなっている。

## 主要な犯人

### 宗教指導者
犯人グループは、同州内陸部のリポイ市（人口約11000人）在住の若者達で構成されていた。中心者は、イスラム宗教指導者のエス・サティで、彼らに影響を与え、短期間の間に過激思想に引き入れていったとみられている。
- アブデルバキ・エス・サティ（1973年生まれ）は、事件の主導者であって、アルカナーで死亡した。モロッコ生まれで、2010年にセウタ市（アフリカ北岸スペイン領）で麻薬を120キログラム運んでいたことで逮捕された。妻がカタルーニャ州に在住ということで、本土の刑務所に4年間収監された。この頃、マドリード列車テロ事件の関連者と時を同じくし、影響を受けたともいわれる。出獄時には、検事側からは、本国送還を申請されたが、担当判事の判断で、送還されなかった。2012年に同州に移動し、宗教指導者の道に至り、2015年にリポイの指導者となった。2016年初頭、一時ベルギーに職探しに行き、イスラム国ISILとの接触があり過激化していったらしい。また、過去には、シリアの紛争地域へ戦闘員を送る組織の捜査上で、名前が挙がっていたことがあった[2][31]。

### 若者達
若者の中では、これも住宅で爆死したユスフ・アージャーが、最もエス・サティに従い、過激思想に傾倒していたとされている。1人を除いて、モロッコ生まれで、後に家族と共に移住し、同州で育った者達である。関連者は10人とされており、その中には、4組の兄弟が関連している。兄の影響で弟を仲間に引き入れたことが考えられる。彼らは、同じ学校や環境で育っていた。若者達の多くは、社会に適応できているかの観察のソシアルサービスを受けており、良好または、完全に社会に適応していると評価されていた。親に気づかれることなく行動しており、嘘をついて気づかれないようにしていた。
- アボウヤーコブ兄弟：兄のヨーネス（22）は主要実行犯であって、弟フサイン（17）は、カンブリルスで射殺された1人。

- オーカビル兄弟：兄ドリス（28歳、18日逮捕）は、より世俗的な生活をしていた。警察への証言では、「弟のモッサ（18）が自分の運転免許証を持ち出して、レンタカーでバンを借りた」と証言したが、後に、「引っ越しのために、バンを借りるということで借りる当人になった」と証言を変更した。グループには協力はしたが、そこまで熱心ではなく、最後には身を引いたらしい[32]。モッサは、カンブリルスで射殺された。
- アージャー兄弟：兄ユスフは、後に、DNA鑑定で、アルカナーで死亡した1人と断定された。弟サイド（19）は、カンブリルスで射殺された[33]。
- ヒチャミイ兄弟：兄モハメッド（24）、弟オマル（21）は、カンブリルスで車を運転していて、射殺された。モハメッドもヨーネスと同じ会社で働いており、十分な給料を得ていた[34]。
- モハメド・チェムラル（20）：16日の誤爆発で負傷。化学の知識があり、爆発物製造を担当していた。16日には、屋外で夕食の片づけをしていた時に爆発が起こり、壁が倒れたことで負傷し、後に判決を受けた。小犯罪をしていた。
- サイド・ベン・ラッザ（24）：彼は、グループに免許や車を貸しており、グループは、化学薬品の購入に利用していた。しかし、行動に協力していたという確かな証拠はなかった。

## ISILとの関連
爆発のあった住宅から、後に発見されたエス・サティの手帳には、「イスラム国のアル・アンダルスの地の兵隊」とアラビア語で書かれていた。17日のカンブリルスの事件の前に、テレグラムには、ISILの宣伝機関「Amaq News Agency」は、「バルセロナでのテロを実行したのは、イスラム国の兵隊であり、それは、（対ISILの）連合国に攻撃するようにとの呼びかけに応じた行動である」との掲載があった。
また、23日には、ISIL系のサイトで、スペイン語を話す人物により、バルセロナ襲撃を祝うビデオが掲載された。その後も、度々、この襲撃をISILの成果とする宣伝が行われた。しかし、それらの内容には、実行犯の名前を公表するなどの具体性や整合性がなく、ISILからの直接の指示や、コンタクトがあった犯行かどうかは明らかでない。

## 事件後の反応

### 代表者
8月17日、本事件を受けて、フェリペ6世は、ネット上に事件を非難するメッセージを掲載し「全スペイン（の心）は、バルセロナにある。ラス・ランブラスは皆のものに回復するだろう」と表現した。スペイン首相のマリアーノ・ラホイ・ブレイは急遽首都マドリードから現場があるバルセロナに駆けつけ、「イスラムの過激思想に基づいたテロだ」「（我々は）痛恨の中で、しかし、何にもまして、この理由のない、残虐な行為をやめさせようという意思で一つになっている」と団結を強調した 。
また、各国の首脳から声明が寄せられた。日本の安倍晋三内閣総理大臣は首相官邸を通じて「心からの連帯を表明する」とラホイ首相にメッセージを送信した。

### 市民の反応
一方、事件後は、国内のグラナダ市、セビリヤ市、ログローニョ市等で、イスラム教施設に爆竹が投げられたり、嫌がらせのペンキ書きがあった。20日には、サグラダ・ファミリア教会にて、政界代表等を中心にミサが行われた。8月26日には、バルセロナ市において、「恐れない」という標語で、デモが行われ、約50万人が参加した。この時に、国王、首相が参加したことで、分離独立主義者による、彼らへの拒否を表す場ともなった。

## 裁判
犯人グループの中で、生存した者は、モハメッド・チェムラル、ドリス・オーカビル、サイド・ベン・ラッザの3人で、高等裁判所では、2021年5月27日、それぞれ、懲役53年、48年、8年の判決を下した。 しかし、テロ犠牲者の会では、これを不服としていた。
しかし、最高裁では、2023年11月27日、実行犯ではなかったとの理由で、それぞれ減刑となり、43年、36年、18か月となった。サイド・ベン・ラッザは、2021年に条件付き釈放となっていた。公判では、アルカナーの現場で、エス・サッティの携帯電話、銀行カード等が発見されていなかったこと、家族から遺体の引き取り要請もなかったことで、生存説もあった。
また、弁護側では、スペイン政府の情報局（CNI）が、カタルーニャ分離独立を阻止するために、独立主義の州政府の評判を悪くするために起こした、という主張もあった。しかし、裁判では、このような考え方は退けられた。それまでには、いくつかの野党では、事件の調査委員会を国会で立ち上げるよう、働きかける動きもあった。

## 省察と対応

### 政治事情の問題
国内の安全機関には、国の内務省に所属する国家警察と警備隊がある。また、カタルーニャ州には、それに属する州警察があり、バルセロナ市には、市警察がある。それぞれ捜査対象が異なる点もあれば、重複する点もある。カタルーニャ州では、2012年からの分離独立機運が高まっており、州政府では、州内における中央政府の安全機関を排除していきたい意向があった。また、州警察の中には、独立主義支持の傾向が存在し、中央政府の機関を敵対視するか、それに従わない状況もあった。対テロ機関は、国家警察、警備隊、州警察にあり、それを中央機関（対テロ・組織犯罪情報センター、CITCO）がまとめる立場にあったが、このような状況で、意思疎通、協力体制がうまくいかなかった点があった。事件後、州政府から中央政府への批判が起こり、トラペロ州警察長官は、ユーロポールやCIA等の「国際的な対テロ情報は、マドリード（中央政府）からは流れて来ず、州警察に届かない」と述べていた。しかし、これは、そうではなかったことが後に明らかになった。

#### 市行政の問題
アダ・コラウ・バルセロナ市長は、ニースでの事件（2016年ニーストラックテロ事件）の後、市の要所に、車両侵入阻止のブロックを敷く提案があったものの、「自由な都市」を標榜して、これを行わなかった。また、ベルリンのクリスマスでの事件(2016年)もあり、内務省、国家警察では、繰り返し、州や市に何らかの安全策を要請した。事件当日でも、市長は、「至るところにブロックは置けない」と弁明していたが、市の安全対策局は、この意見には賛成ではなく、何らかのブロックを設置する方針を公表した。この事件後、国内の主要市でも、遊歩道では、花壇やブロック、地中に埋め込み式の可動柱などが設置されていった。

### 安全機構の問題

#### 米国からの事前情報
事件後、米国の国家テロ対策センター(NCTC)は、州警察、国家警察、警備隊に向けて、同年5月に情報として、ISILが、夏の間観光地、特にランブラス通りを狙うという情報を伝達していたという報道があった。事件後、州警察の方では、「このような情報は受け取っていない」としていたが、後に、この情報を信頼性が低いと見なしていて、具体策を取らなかった、ということが明らかになった。
後の10月26日に、州警察のバンとパトカー2台が、バルセロナ近郊の焼却場に来て、重要書類を焼却するところであったが、そこに20人ほどの国家警察が来て、すべての文書を引き渡すようにということになり、一時緊張の時となった。しかし、司法令があったことで、州警察はそれに従い、36箱が国家警察に押収されたが、その中には米国からの警告の原文等が発見された。

#### ベルギーからの情報
エス・サティが滞在していたベルギーからの情報で、彼の同居者は、マドリード列車テロに関係していた人物達であり、過激思想に傾倒した可能性があるという情報が、2016年に州警察に通知されていたが、これには対処がなされず、国の機関に伝達されることもなかった。

#### 化学薬品に対する規制
2013年から欧州連合では、爆発物製造可能な物質に関しての規制が各国に対して推進されたが、スペインでは、適正に施行されておらず、犯行グループがアセトンを周辺地域で購入するのに、制限が無かった。